# Sinclairia
Sinclairia es un género de plantas con flores perteneciente a la familia Asteraceae. Comprende 38 especies descritas y de estas, solo 28 aceptadas. Es originario de América.

## Descripción
Son subarbustos, arbustos o trepadoras erectas a escandentes; tallos teretes a ligeramente hexagonales, ligeramente aracnoide-tomentosos, con savia lechosa. Hojas opuestas (en Nicaragua) o ternadas, con frecuencia caducas antes de la floración, lanceoladas a rómbico-ovadas u ovadas a suborbiculares, ápice agudo a acuminado, base cuneada a truncada, márgenes subenteros o remotamente denticulados a irregularmente dentados (raramente hastado-lobados), haz glabra (en Nicaragua) a hispídula, envés ligera a densamente blanco-tomentoso, 3-nervias en o cerca de la base. Capitulescencias corimbosas a tirsoide-paniculadas, terminales y axilares, pedicelos menos de 4 cm de largo, blancos a ferrugíneo-tomentosos; capítulos radiados o discoides; involucros campanulados; filarias 18–45, en 3–5 series, desiguales, imbricadas, oblongas a lanceoladas, ápice redondeado a acuminado, la superficie exterior tomentosa a glabra; receptáculos planos, glabros a pubescentes o espinulosos; flósculos del radio 4–25 (cuando presentes), en 1 serie, fértiles, las corolas liguladas, ápice 2–3-hendido, ramas del estilo lineares; flósculos del disco 5–30, perfectos, fértiles, las corolas angostamente infundibuliformes, glabras adaxialmente y densamente puberulentas abaxialmente, ramas del estilo clavadas. Aquenios cilíndricos a oblongo-turbinados, ca 8–10-acostillados, glabros a hispídulos.

## Taxonomía
El género fue descrito por Hook. & Arn. y publicado en The Botany of Captain Beechey's Voyage (10): 433. 1841.	La especie tipo es: Sinclairia discolor Hook. & Arn.		

## Especies aceptadas
A continuación se brinda un listado de las especies del género Sinclairia aceptadas hasta julio de 2012, ordenadas alfabéticamente. Para cada una se indica el nombre binomial seguido del autor, abreviado según las convenciones y usos.
- Sinclairia adenotricha (Greenm.) Rydb.
- Sinclairia andrieuxii (DC.) H.Rob. & Brettell
- Sinclairia andromachioides (Less.) Sch.Bip. ex Rydb.
- Sinclairia angustissima (A.Gray) B.L.Turner
- Sinclairia broomae H.Rob.
- Sinclairia caducifolia (B.L.Rob. & Bartlett) Rydb.
- Sinclairia cervina (B.L.Rob.) B.L.Turner
- Sinclairia deamii (B.L.Rob. & Bartlett) Rydb.
- Sinclairia deppeana (Less.) Rydb.
- Sinclairia dimidia (S.F.Blake) H.Rob. & Brettell
- Sinclairia discolor Hook. & Arn.
- Sinclairia gentryi (H.Rob.) B.L.Turner
- Sinclairia glabra (Hemsl.) Rydb.
- Sinclairia hypochlora (S.F.Blake) Rydb.
- Sinclairia ismaelis Panero & Villaseñor
- Sinclairia klattii (B.L.Rob. & Greenm.) H.Rob. & Brettell
- Sinclairia liebmannii (Klatt) Sch.Bip. ex Rydb.
- Sinclairia manriquei Panero & Villaseñor
- Sinclairia moorei (H.Rob. & Brettell) H.Rob. & Brettell
- Sinclairia palmeri (A.Gray) B.L.Turner
- Sinclairia platylepis (Sch.Bip. ex Klatt) Rydb.
- Sinclairia polyantha (Klatt) Rydb.
- Sinclairia pringlei (B.L.Rob. & Greenm.) H.Rob. & Brettell
- Sinclairia sericolepis (Hemsl.) Rydb.
- Sinclairia similis (McVaugh) H.Rob. & Brettell
- Sinclairia sublobata (B.L.Rob.) Rydb.
- Sinclairia tajumulcensis (Standl. & Steyerm.) H.Rob. & Brettell
- Sinclairia vagans (S.F.Blake) H.Rob. & Brettell